# Emma Davies (Schauspielerin)

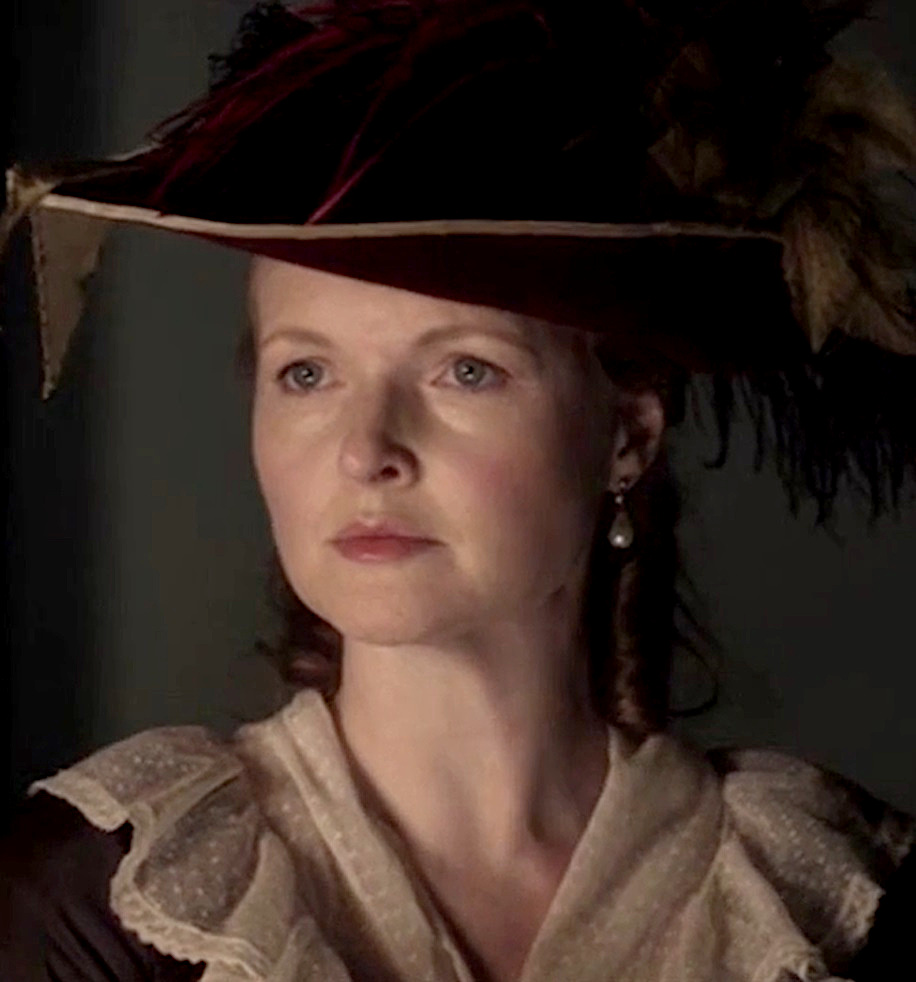
Emma Davies (2010)

Emma-Kate Davies (* 7. März 1970 in England) ist eine britische Schauspielerin. Sie wurde Anfang der 1990er Jahre durch ihre Rolle in der Fernsehserie Families einem nationalen Publikum bekannt.

## Leben
Davies wurde am 7. März 1970 in England als Tochter des britischen Schauspielers Geoffrey Davies (1938–2023) und von Ann Davies geboren. Sie ist mit Ross Allen verheiratet, mit dem sie ein Kind hat. Sie erhielt ihre Schauspielausbildung an der Corona Theatre School. Über ihren Vater war sie bereits im Alter von 18 Monaten in einer Episode der Fernsehserie The Fenn Street Gang zu sehen. Es folgten mehrere Besetzungen als Kinderdarstellerin in verschiedenen britischen Fernsehserien und eine wiederkehrende Rolle in der Fernsehserie Boon.
Einem breiten nationalen Publikum wurde Davies durch ihre Rolle als Juliette Bannerman in der Fernsehserie Families bekannt, die sie zwischen 1992 und 1993 in 100 Episoden verkörperte. Im weiteren Verlauf der 1990er Jahre wirkte sie als Episodendarstellerin in verschiedenen Fernsehserien mit. Von 2008 bis 2009 spielte sie in 60 Episoden der Fernsehserie Emmerdale Farm die Rolle der Anna De Souza. 2011 war sie in dem Katastrophenfernsehfilm Die Vulkan-Apokalypse in der Rolle der Tamara zu sehen. 2013 spielte sie im deutschen Fernsehfilm Die Spionin die Rolle der Lady Harvest. 2019 wirkte sie im Film Glam Girls – Hinreißend verdorben in der Rolle der Cathy mit. 2023 war sie im Film Golda – Israels Eiserne Lady als Miss Epstein zu sehen.

## Filmografie (Auswahl)

### Schauspiel
- 1971: The Fenn Street Gang (Fernsehserie, Episode 1x07)
- 1987–1989: Boon (Fernsehserie, 6 Episoden)
- 1988: The Book Tower (Fernsehserie, Episode 10x06)
- 1989: Shadow of the Noose (Miniserie, Episode 1x01)
- 1989: Never the Twain (Fernsehserie, Episode 9x01)
- 1989: Home James! (Fernsehserie, Episode 3x02)
- 1990: Spatz (Fernsehserie, Episode 1x06)
- 1990: Freddie and Max (Fernsehserie, Episode 1x01)
- 1991: Jim Bergerac ermittelt (Bergerac, Fernsehserie, Episode 9x03)
- 1991: Cannon and Ball’s Playhouse: Free Every Friday (Fernsehfilm)
- 1992: Family Pride (Fernsehserie, 1 Episode)
- 1992–1993: Families (Fernsehserie, 100 Episoden)
- 1994: Law and Disorder (Fernsehserie, 6 Episoden)
- 1994: Just William (Fernsehserie, Episode 1x05)
- 1995: Queen of the East (Fernsehfilm)
- 1995: Crown Prosecutor (Fernsehserie, Episode 1x01)
- 1998: Mosley (Fernsehserie, 2 Episoden)
- 1998: The Mrs Bradley Mysteries (Fernsehserie, 1 Episode)
- 1998: Heartbeat (Fernsehserie, Episode 8x13)
- 1999: Bernard’s Watch (Fernsehserie, Episode 3x11)
- 2001: Enigma – Das Geheimnis (Enigma)
- 2002–2015: Doctors (Fernsehserie, 5 Episoden, verschiedene Rollen)
- 2003: Cambridge Spies (Miniserie, Episode 1x04)
- 2006: Dream Team (Fernsehserie, Episode 9x11)
- 2007: Meadowlands – Stadt der Angst (Cape Wrath, Fernsehserie, 7 Episoden)
- 2008–2009: Emmerdale Farm (Fernsehserie, 60 Episoden)
- 2010: Garrow’s Law (Fernsehserie, 2 Episoden)
- 2010; 2017: Holby City (Fernsehserie, 2 Episoden, verschiedene Rollen)
- 2011: Die Vulkan-Apokalypse (Super Eruption, Fernsehfilm)
- 2011: Inspector Barnaby (Midsomer Murders, Fernsehserie, Episode 14x07)
- 2012: Vexed (Fernsehserie, Episode 2x01)
- 2013: Die Spionin (Fernsehfilm)
- 2014: Law & Order: UK (Fernsehserie, Episode 8x02)
- 2014: Four Tails (Kurzfilm)
- 2015: You, Me & Them (Fernsehserie, Episode 2x05)
- 2015: Humans (Fernsehserie, Episode 1x04)
- 2015–2016: EastEnders (Fernsehserie, 3 Episoden)
- 2016: Royal Wives at War (Fernsehfilm)
- 2016: Marcella (Fernsehserie, Episode 1x08)
- 2016: Guilt (Fernsehserie, 2 Episoden)
- 2017: The Holly Kane Experiment
- 2017: Grantchester (Fernsehserie, Episode 3x02)
- 2017: Edison – Ein Leben voller Licht (The Current War)
- 2018: Rooftop Refugee (Kurzfilm)
- 2019: Glam Girls – Hinreißend verdorben (The Hustle)
- 2019: Casualty (Fernsehserie, Episode 34x05)
- 2022: The People We Hate at the Wedding
- 2022–2023: Funny Woman (Fernsehserie, 2 Episoden)
- 2023: Hidden (Kurzfilm)
- 2023: Father Brown (Fernsehserie, Episode 10x02)
- 2023: Golda – Israels Eiserne Lady (Golda)
- 2023: Ted Lasso (Fernsehserie, Episode 3x03)
- 2025: Silent Witness (Fernsehserie, Episode 28x10)

### Synchronisationen
- 2022: Nova Jones (Fernsehserie, Episode 2x03)